# Hatkî (Balîci), Mostîska
Hatkî (în ucraineană Хатки) este un sat în comuna Balîci din raionul Mostîska, regiunea Liov, Ucraina.

## Demografie
Componența lingvistică a localității Hatkî
     Ucraineană (98,8%)
Conform recensământului din 2001, majoritatea populației localității Hatkî era vorbitoare de ucraineană (98,8%), existând în minoritate și vorbitori de polonă (1,2%).